# Tomás Cavallero
Tomás Cavallero (Buenos Aires, Argentina, 24 de mayo de 1998) es un baloncestista profesional argentino que tiene ciudadanía italiana. Normalmente se desempeña en la posición de escolta, aunque también es capaz de actuar en la posición de base. Actualmente pertenece a la plantilla de Quimsa de la Liga Nacional de Básquet de Argentina. 

## Trayectoria
Surgido de la cantera de Boca Juniors, hizo su debut con el equipo profesional en la temporada 2016-17 de la LNB. Sin embargo en esos primeros años tuvo un tiempo muy limitado de juego con el plantel mayor, por lo que fue asignado al equipo juvenil de la Liga de Desarrollo donde compitió en gran nivel.
Ilusionado con la posibilidad de continuar su carrera en Europa, en 2020 dejó su país para instalarse en España. Allí se incorporó al Adepla Basket, un equipo de la Liga EBA en el que alcanzó a jugar 2 partidos antes de que el campeonato se suspendiera debido al inicio de la pandemia de COVID-19. Al reanudarse las actividades, fichó con el CB Benicarló de la LEB Plata. En su único año en el club, jugó 25 partidos oficiales, en los que promedió 7 puntos, 2 rebotes y 1.4 asistencias en 19 minutos de juego por encuentro.	
A la siguiente temporada fue repatriado por Boca Juniors para disputar la Liga Nacional de Básquet y la Liga de Campeones de Baloncesto de las Américas.
En noviembre de 2022 fue fichado por el equipo eslovaco MBK Baník Handlová para jugar en la Slovenská Basketbalová Liga. Estuvo allí hasta febrero de 2023, incorporándose luego a las filas del Kingspan Královští sokol de la Národní Basketbalová Liga (NBL) de República Checa.
Cavallero se unió al NPC Rieti, equipo de la Serie B Nazionale de Italia, en julio de 2023. Sin embargo en febrero de 2024 pasó Sporting Club Juvecaserta de la misma categoría. Unos meses después, en julio de 2024, acordó su incorporación al Blacks Faenza, otro equipo más enrolado en la Serie B Nazionale.
Fue repatriado por Quimsa de la Liga Nacional de Básquet de Argentina en agosto de 2025.

## Clubes
| Club                      | País            | Año             |
| ------------------------- | --------------- | --------------- |
| Boca Juniors              | Argentina       | 2016 - 2019     |
| Adepla Basket             | España          | 2020            |
| CB Benicarló              | España          | 2020 - 2021     |
| Boca Juniors              | Argentina       | 2021 - 2022     |
| MBK Baník Handlová        | Eslovaquia      | 2022 - 2023     |
| Královští sokoli          | República Checa | 2023            |
| NPC Rieti                 | Italia          | 2023 - 2024     |
| Sporting Club Juvecaserta | Italia          | 2024            |
| Blacks Faenza             | Italia          | 2024 - 2025     |
| Quimsa                    | Argentina       | 2025 - Presente |

## Selección nacional
Cavallero representó a su país en el Campeonato Mundial de Baloncesto 3x3 Sub-18 de 2016, disputado en Kazajistán. Allí compartió el plantel junto con Lautaro Berra, Santiago Ibarra y Jorge Quercetti. Su equipo terminó 5°. En ese torneo Cavallero también compitió en el concurso de volcadas, donde finalizó en la última ubicación. 